# Saint-Vallier Basket Drôme
O Saint-Vallier Basket Drôme é um clube de basquetebol baseado em Saint-Vallier, França que atualmente disputa a Nationale Masculine1 (equivalente à terceira divisão francesa). Manda seus jogos no Complexe sportif des deux Rives com capacidade para 2.132 espectadores.

## Histórico de Temporadas
| Temporada | Nível | Liga      | Pos. | J     | PL  | Resultado         |
| --------- | ----- | --------- | ---- | ----- | --- | ----------------- |
| 2002-03   | 4     | NM2       | 1    |       |     | Promovido         |
| 2003-04   | 3     | NM1       | 8    |       |     |                   |
| 2004-05   | 3     | NM1       | 4    | 22-12 |     |                   |
| 2005-06   | 3     | NM1       | 3    | 26-8  |     |                   |
| 2006-07   | 3     | NM1       | 1    | 30-4  |     | Promovidocampeão  |
| 2007-08   | 2     | LNB Pro B | 16   | 13-21 |     |                   |
| 2008-09   | 2     | LNB Pro B | 15   | 12-22 |     |                   |
| 2009-10   | 2     | LNB Pro B | 9    | 17-17 |     |                   |
| 2010-11   | 2     | LNB Pro B | 16   | 12-22 |     |                   |
| 2011-12   | 2     | LNB Pro B | 12   | 15-19 |     |                   |
| 2012-13   | 2     | LNB Pro B | 15   | 10-24 |     |                   |
| 2013-14   | 2     | LNB Pro B | 18   | 13-31 |     | Rebaixado         |
| 2014-15   | 3     | NM1       | 4    | 23-11 | 2-2 | Semifinais        |
| 2015-16   | 3     | NM1       | 2    | 21-13 | 1-1 | Finalista         |
| 2016-17   | 3     | NM1       | 10   | 16-18 |     |                   |
| 2017-18   | 3     | NM1       | 2    | 26-8  | 0-2 | Quartas de finais |

fonte:eurobasket.com

## Títulos

### Nationale Masculine 1 (terceira divisão)
- Campeão (1):2006-07
- Finalista (1):2015-16

### Nationale 3(quinta divisão)
- Campeão (1):1994-95